# روكسوليتينيب
روكسوليتينيب هو دواء يستعمل في علاج التليف النقوي متوسط إلى شديد الخطورة، والذي يعد مرض تكاثر نقوي يؤثر على نخاع العظم، كما يستعمل في علاج مرض كثرة الحمر الحقيقية الذي لا يستجيب بشكل كاف لهيدروكسي يوريا أو أن المريض لا يتحمله.

## الأسماء التجارية
تنتجه شركتي نوفارتس وإنسايت تحت اسم جاكافي وجاكاڤي (بالإنجليزية: Jakafi و Jakavi)‏.
أيضا تم إنتاج كريم من مادته الفعاله اسمه Opzelura 1.5% cream